# Giorgio Diritti
Giorgio Diritti (ur. 21 grudnia 1959 w Bolonii) – włoski reżyser, scenarzysta i producent filmowy. 

## Życiorys
Pracę w branży filmowej zaczynał od stanowiska asystenta kierownika produkcji na planie u Pupiego Avatiego (Dzień rozdania dyplomów, 1985) oraz reżysera castingu u Federico Felliniego (Głos księżyca, 1990). Kręcił później liczne filmy dokumentalne.
Uwagę zwrócił na siebie fabularnym debiutem Kręcący się wiatr (2005). Kolejna fabuła, Człowiek, który nadejdzie (2009) zdobyła nagrodę David di Donatello za najlepszy włoski film roku. Dramat Nadejdzie ten dzień (2013) miał zaś swoją premierę na Sundance Film Festival. 
Największy sukces osiągnął Diritti biograficznym filmem Chciałem się ukrywać (2020), opowiadającym o życiu malarza-prymitywisty Antonia Ligabue. Obraz startował w konkursie głównym na 70. MFF w Berlinie, gdzie Elio Germano zdobył Srebrnego Niedźwiedzia dla najlepszego aktora. Dramat ten wyróżniono później siedmioma nagrodami David di Donatello, w tym za najlepszy film i reżyserię, oraz dwiema Europejskimi Nagrodami Filmowymi.